# Anne-Sophie Mutter
Anne-Sophie Mutter (n. 29 iunie 1963, Rheinfelden (Baden), Germania) este o violonistă de renume mondial.